# Anna Schapire-Neurath
Anna Schapire-Neurath (* 13. September 1877 in Brody/Ostgalizien; † 12. November 1911 in Wien; gebürtig Anna Schapire) war eine österreichische Schriftstellerin und Lyrikerin.
Sie übersetzte literarische und historische Werke aus dem Russischen, Polnischen, Englischen und Französischen ins Deutsche. In ihren Veröffentlichungen setzte sie sich für die Rechte der Frauen ein und forderte insbesondere Ausbildungs- und Berufsmöglichkeiten für Frauen.

## Leben
Anna Schapire-Neurath war die Tochter begüterter jüdischer Eltern. Sie wuchs mit vier Schwestern in Brody auf, das damals mehrheitlich von Juden bewohnt war, und wurde mehrsprachig erzogen. Ihre ältere Schwester Rosa Schapire wurde Kunsthistorikerin und förderte die Brücke-Künstler.
Anna Schapire-Neurath studierte Philosophie, Literaturwissenschaften und Volkswirtschaftslehre in Wien, Berlin und Bern. 1906 wurde sie in Bern in Philosophie promoviert. Im Jahr darauf heiratete sie ihren fünf Jahre jüngeren Kommilitonen, den österreichischen Ökonomen und Philosophen Otto Neurath, Sohn des Wirtschaftswissenschaftlers Wilhelm Neurath.
In der von Auguste Fickert herausgegebenen Zeitschrift Neues Frauenleben veröffentlichte sie 1905 den Aufsatz Über Wöchnerinnenschutz, 1907 einen Aufsatz über Bettine Brentano (von Arnim) sowie Die Frau und die Sozialpolitik, 1908 Die Abänderung der Gewerbeordnung durch das Gesetz vom 15. Februar 1907, Noch einmal Mädchenerziehung und Rassenhygiene im Jahr 1910 sowie 1911 Zwei Lager. Ihr bedeutendstes Werk ist der 1908 veröffentlichte Abriß einer Geschichte der Frauenbewegung. Zusammen mit ihrem Mann verfasste sie 1910 das Lesebuch der Volkswirtschaftslehre.
Anna Schapire-Neurath starb bei der Geburt ihres Sohnes Paul Martin. Ein Nachruf in Der Bund, dem Zentralblatt des Bundes österreichischer Frauenvereine, würdigte sie als „hervorragende geistige Arbeiterin auf nationalökonomischem, sozialem und feministischem Gebiete“.
Bis auf die Schwester Rosa Schapire, die 1939 nach England emigrierte, kamen ihre Angehörigen der Schapire-Familie im Holocaust um.

## Werke
- Abriß einer Geschichte der Frauenbewegung, I. Die Vorgeschichte der modernen Frauenbewegung im achtzehnten Jahrhundert, Felix Dietrich, Leipzig 1909, ÖNB 458059-B[3]
- Friedrich Hebbel – Aus Natur und Geisteswelt. H. B. Teubner, Leipzig 1909 (Lyrik)
- Lesebuch der Volkswirtschaftslehre. Werner Klinkhardt, Leipzig 1910, mit Otto Neurath
- Singende Lieder, Lyrik, 1903

## Übersetzungen
- Natalie Zacharin: Ausgewählte Briefe. Gautzsch 1908
- Biografie Leo Tolstoi, 1909.
- Grigori Gerschuni: Aus jüngster Vergangenheit. Hans Bondy Verlag, Berlin 1909.
- Maxim Gorki: Ehemalige Leute.
- Maxim Gorki: Der Chan und sein Sohn.
- Ludwik Kulczyck: Geschichte der russischen Revolution. Perthes, Gotha 1910 Mit Rosa Schapire.
- Francis Galton: Genie und Vererbung. Leipzig 1910, mit Otto Neurath.